# 恒星内部物理学
恒星内部物理学（こうせいないぶぶつりがく）は、恒星の内部を物理学的手法を用いて研究する学問である。

## 概要
恒星内部物理学は恒星内部構造論とも呼ばれ、恒星物理学の一分野と位置づけられている。
1920年代にイギリスのアーサー・エディントンにより基礎がつくられ、星の内部で温度や密度、圧力、エネルギー発生等の分布が研究されるようになった。その後星の中心部でエネルギーを供給する水素反応が解明されて、恒星の内部構造を具体的に論ずることが可能になった。
恒星の温度、密度、圧力、一定の半径より内部に含まれる質量、その半径内で発生するエネルギーが知れれば星の内部の状態についての4つの未知数が求められる。重力平衡、質量と密度の関係、光の流れと温度勾配の関係など4つの未知数を含む4つの釣り合いの微分方程式が書けるので、これらを連立させて解くと星の内部構造を知ることができる。この計算の結果を星のモデルという。
恒星内部物理学は、やはり天体物理学及び恒星天文学の一分野である恒星大気物理学や恒星進化論と密接な関係を持っている。